# Surdité de perception
 Mise en garde médicale
La surdité de perception est  intrinsèquement consécutive à des lésions nerveuses  et de certaines cellules ciliées de l'oreille interne.  Lorsque les cellules ciliées et les neurones sont détériorés ou détruits, ils ne régénèrent pas naturellement et entraînent des déficits auditifs irréversibles. 

## Origine des lésions
À peu près toutes les cellules de l’oreille interne proviennent de la placode otique, qui réunit un ensemble de cellules identiques lors du développement de l'embryon.

## Traitements
Si la surdité de transmission ne peut excéder 60 dB et se compense aujourd'hui assez couramment et assez aisément (réparation par stapédectomie pour l'otospongiose, contournement par BAHA, compensation par une audioprothèse), la surdité de perception (oreille interne et système nerveux) ne se traite pas ou mal avec une opération chirurgicale, car il s'agit de systèmes très complexes, notamment des cellules ciliées de la cochlée.

### Aujourd'hui
Si aujourd'hui des opérations sont proposées à la surdité de perception, notamment l'implant cochléaire et l'implant du tronc cérébral, il faudra encore attendre plusieurs années pour voir des résultats probants. 

### Demain
La thérapie génique et la recherche sur les cellules souches, d'autres pistes de recherche sont poursuivies, notamment la thérapie génique et la régénération des cellules altérées par des cellules souches.

#### Thérapie génique
Selon John Brigande, ORL à la Faculté des sciences de Portland dans l’Oregon, il est désormais possible de produire des cellules ciliées dans la cochlée des souris cobayes. Le gène « Atoh 1″ fut transféré par l’entremise d’un virus inoffensif et a favorisé l’apparition cellules ciliées à l’état post natal. 
En étudiant des souris cobayes en qui le gène FGF20 a été inactivé, des biologistes américains, dont  Pr David M. Ornitz, de la Washington University School of Medicine, ont constaté également que des mutations du gène FGF20 peuvent jouer un rôle dans la surdité humaine. La surdité, héréditaire, pourrait donc être liée à une mutation dans le gène FGF20,.
L'exposition des travailleurs à un bruit fort crée un risque auditif. Ils doivent donc utiliser des équipements de protection individuelle. Mais la recherche scientifique a montré qu'ils sont inefficaces,.